# Unione Sportiva Livorno 1985-1986
Questa pagina raccoglie le informazioni riguardanti l'Unione Sportiva Livorno nelle competizioni ufficiali della stagione 1985-1986.

## Stagione
Nella stagione 1985-1986 al vertice del Livorno c'è un nuovo presidente Enrico Fernandez, espressione di un gruppo lombardo guidato dalla coppia Luigi Bergamini e Beppe Galassi. Sulla panchina livornese è stato confermato Romano Fogli, in sella per le prime sedici giornate, di fatto dall'ultima giornata di andata, ha ceduto il ruolo ad Armando Onesti. Si inizia vincendo il girone di qualificazione K della Coppa Italia, in campionato partenza con sei pareggi di fila, alla settima giornata arriva la prima vittoria (2-1) al Sorrento, con la prima rete di Igor Protti un diciannovenne preso dal Rimini, che nei successivi campionati, avrebbe marchiato a fuoco la storia del Livorno. Altro esordiente di questa stagione amaranto, è il giovane talento livornese Massimiliano Allegri. Alla fine i punti raccolti sono stati solo trenta, con il quart'ultimo posto in classifica, che ha voluto dire retrocessione in Serie C2, ma la salvezza è stata ottenuta grazie al 16º posto e ad un ripescaggio, in seguito agli illeciti commessi, e al successivo declassamento dalla Cavese che si è piazzata quinta nel torneo.
Miglior marcatore stagionale Pippo Brandolini con 19 reti, delle quali 4 in Coppa Italia e 15 in campionato. Nella Coppa Italia di Serie C il percorso dei labronici si è fermato nei sedicesimi di finale, nel doppio confronto con la Sanremese.

## Rosa
| N. |                   | Ruolo | Calciatore           |
| -- | ----------------- | ----- | -------------------- |
|    | Italia (bandiera) | C     | Massimiliano Allegri |
|    | Italia (bandiera) | C     | Walter Berlini       |
|    | Italia (bandiera) | P     | Giancarlo Boldini    |
|    | Italia (bandiera) | A     | Giuseppe Brandolini  |
|    | Italia (bandiera) | C     | Giovanni Costa       |
|    | Italia (bandiera) | D     | Alberto Dal Canto    |
|    | Italia (bandiera) | C     | Riccardo Damiani     |
|    | Italia (bandiera) | C     | Rocco De Marco       |
|    | Italia (bandiera) | D     | Alberto De Rossi     |
|    | Italia (bandiera) | C     | Maurizio D'Este      |
|    | Italia (bandiera) | C     | Stefano Ferrari      |

| N. |                   | Ruolo | Calciatore           |
| -- | ----------------- | ----- | -------------------- |
|    | Italia (bandiera) | C     | Gianluca Frassinetti |
|    | Italia (bandiera) | C     | Massimo Gadda        |
|    | Italia (bandiera) | C     | Gianluca Gaudenzi    |
|    | Italia (bandiera) | D     | Maurizio Manetti     |
|    | Italia (bandiera) | D     | Graziano Piccinno    |
|    | Italia (bandiera) | D     | Andrea Pisani        |
|    | Italia (bandiera) | C     | Stefano Pontis       |
|    | Italia (bandiera) | A     | Igor Protti          |
|    | Italia (bandiera) | A     | Stefano Protti       |
|    | Italia (bandiera) | D     | Gabriele Zamagna     |
|    | Italia (bandiera) | D     | Giorgio Zaninetti    |

## Risultati

### Serie C1

#### Girone di andata
| Arbitro: | Schiavon (Padova) |

|                   |           |                       |
| Pecchi 77’ (rig.) | Marcatori | 19’ (rig.) Brandolini |

| Livorno 29 settembre 1985 2ª giornata | Livorno         | 0 – 0 | Messina | Stadio Ardenza\| Arbitro: \| Bettini (Forlì) \| |
| Arbitro:                              | Bettini (Forlì) |       |         |                                                 |

| Cosenza 6 ottobre 1985 3ª giornata | Cosenza            | 0 – 0 | Livorno | Stadio San Vito\| Arbitro: \| Mitrugno (Legnano) \| |
| Arbitro:                           | Mitrugno (Legnano) |       |         |                                                     |

| Arbitro: | Guidi (Bologna) |

|                       |           |            |
| Brandolini 63’ (rig.) | Marcatori | 41’ Modica |

| Salerno 20 ottobre 1985 5ª giornata | Salernitana         | 0 – 0 | Livorno | Stadio Donato Vestuti\| Arbitro: \| Bailo (Novi Ligure) \| |
| Arbitro:                            | Bailo (Novi Ligure) |       |         |                                                            |

| Casarano 27 ottobre 1985 6ª giornata | Casarano           | 0 – 0 | Livorno | Stadio Giuseppe Capozza\| Arbitro: \| Picchio (Macerata) \| |
| Arbitro:                             | Picchio (Macerata) |       |         |                                                             |

| Arbitro: | Isola (Parma) |

|                              |           |               |
| Brandolini 17’ I. Protti 43’ | Marcatori | 42’ Cinquetti |

| Arbitro: | Strada (Abbiategrasso) |

|                                         |           |  |
| Mucciarelli 64’ Casale 73’ Tortelli 77’ | Marcatori |  |

| Arbitro: | Satariano (Palermo) |

|                |           |  |
| Brandolini 21’ | Marcatori |  |

| Arbitro: | Beschin (Legnago) |

|                                     |           |            |
| Pederzoli 36’ (rig.) Fermanelli 55’ | Marcatori | 89’ D'Este |

| Arbitro: | Mitrugno (Legnano) |

|                       |           |  |
| Brandolini 57’ (rig.) | Marcatori |  |

| Livorno 8 dicembre 1985 12ª giornata | Livorno             | 0 – 0 | Foggia | Stadio Ardenza\| Arbitro: \| Squadrito (Catania) \| |
| Arbitro:                             | Squadrito (Catania) |       |        |                                                     |

| Arbitro: | Stafoggia (Pesaro) |

|           |           |            |
| Tomba 55’ | Marcatori | 27’ D'Este |

| Arbitro: | Ruffinengo (Savona) |

|  |           |             |
|  | Marcatori | 38’ Genzano |

| Arbitro: | Bailo (Novi Ligure) |

|                                     |           |                |
| Sciannimanico 13’ Romiti 90’ (rig.) | Marcatori | 49’ Brandolini |

| Livorno 12 gennaio 1986 16ª giornata | Livorno           | 0 – 0 | Taranto | Stadio Ardenza\| Arbitro: \| Scalise (Bologna) \| |
| Arbitro:                             | Scalise (Bologna) |       |         |                                                   |

| Cava dei Tirreni 19 gennaio 1986 17ª giornata | Cavese       | 0 – 0 | Livorno | Stadio Simonetta Lamberti\| Arbitro: \| Iori (Parma) \| |
| Arbitro:                                      | Iori (Parma) |       |         |                                                         |

#### Girone di ritorno
| Arbitro: | Tedeschi (Bologna) |

|                |           |  |
| Brandolini 33’ | Marcatori |  |

| Arbitro: | Grechi (Milano) |

|              |           |  |
| Catalano 67’ | Marcatori |  |

| Arbitro: | Manfredini (Modena) |

|              |           |           |
| Gaudenzi 61’ | Marcatori | 59’ Russo |

| Arbitro: | Schiavon (Padova) |

|           |           |  |
| Romano 6’ | Marcatori |  |

| Arbitro: | Acri (Novi Ligure) |

|                |           |              |
| Brandolini 44’ | Marcatori | 83’ Lombardi |

| Arbitro: | Felicani (Bologna) |

|                            |           |             |
| Brandolini 16’ (rig.), 87’ | Marcatori | 54’ Magnini |

| Arbitro: | Lo Russo (Milano) |

|                                    |           |                |
| Balistrieri 15’ Birigozzi 61’, 89’ | Marcatori | 30’ Brandolini |

| Arbitro: | Tedeschi (Bologna) |

|                       |           |                            |
| Brandolini 49’ (rig.) | Marcatori | 5’ Liguori 26’, 66’ Casale |

| Arbitro: | Lombardi (La Spezia) |

|                |           |            |
| Di Michele 37’ | Marcatori | 11’ D'Este |

| Livorno 6 aprile 1986 27ª giornata | Livorno             | 0 – 0 | Siena | Stadio Ardenza\| Arbitro: \| Satariano (Palermo) \| |
| Arbitro:                           | Satariano (Palermo) |       |       |                                                     |

| Terni 13 aprile 1986 28ª giornata | Ternana           | 0 – 0 | Livorno | Stadio Libero Liberati\| Arbitro: \| Beschin (Legnago) \| |
| Arbitro:                          | Beschin (Legnago) |       |         |                                                           |

| Arbitro: | Nicoletti (Agropoli) |

|                          |           |           |
| Messina 21’ G. Mauro 62’ | Marcatori | 90’ Gadda |

| Arbitro: | Trentalange (Torino) |

|                                        |           |               |
| Brandolini 9’ D'Este 50’ I. Protti 84’ | Marcatori | 24’ Palmisano |

| Arbitro: | Pomentale (Bologna) |

|              |           |  |
| Pasquali 80’ | Marcatori |  |

| Livorno 18 maggio 1986 32ª giornata | Livorno             | 0 – 0 | Barletta | Stadio Ardenza\| Arbitro: \| Conforti (Macerata) \| |
| Arbitro:                            | Conforti (Macerata) |       |          |                                                     |

| Arbitro: | Vasselli (Roma) |

|                            |           |  |
| Paolucci 34’ D'Ottavio 49’ | Marcatori |  |

| Arbitro: | Barbaraci (Cagliari) |

|                     |           |            |
| Brandolini 42’, 50’ | Marcatori | 72’ Caruso |

### Coppa Italia Serie C

#### Fase eliminatoria a gironi
| Arbitro: | Iori (Parma) |

|  |           |               |
|  | Marcatori | 47’ I. Protti |

| Arbitro: | Pomentale (Bologna) |

|                                         |           |  |
| Pederzoli 55’ Ricci 69’, 73’ Nuccio 86’ | Marcatori |  |

| Arbitro: | Mazzetti (Firenze) |

|                                  |           |             |
| D'Este 40’ Brandolini 58’ (rig.) | Marcatori | 51’ Viviani |

| Arbitro: | Tedeschi (Bologna) |

|                                                    |           |             |
| Giani 20’ (aut.) D'Este 23’ Gaudenzi 35’ Gadda 44’ | Marcatori | 62’ Madocci |

| Arbitro: | Felicani (Bologna) |

|              |           |                     |
| De Rossi 89’ | Marcatori | 23’ (aut.) De Rossi |

| Arbitro: | Calabretta (Catanzaro) |

|                            |           |                           |
| De Poli 4’ Gabriellini 35’ | Marcatori | 14’ Brandolini 70’ D'Este |

#### Fase finale
| Arbitro: | Trentalange (Torino) |

|                                        |           |                     |
| Fantinato 14’ (rig.) Araldi 73’ (rig.) | Marcatori | 35’, 41’ Brandolini |

| Arbitro: | Piana (Modena) |

|  |           |                    |
|  | Marcatori | 32’ (aut.) Zamagna |